# Amphiroa anastomosans
Amphiroa anastomosans é o nome botânico  de uma espécie de algas vermelhas pluricelulares do gênero Amphiroa.
São algas marinhas encontradas na África, Ásia, Austrália, Nova Zelândia e ilhas do Oceano Índico e Pacífico.